# Hybophthiridae
Hybophthiridae es una familia de piojos parásitos que viven en el pelaje de los mamíferos. Pertenece al grupo de piojos (llamado Anoplura) que tienen piezas bucales adaptadas para succión y se nutren bebiendo sangre del huésped. Viven en cerdos hormigueros.

## Descripción
Estos piojos son relativamente grandes (longitud adulta 3.5 - 4.5 mm) y anchos. El cuerpo es bastante pequeño, los cuartos traseros grandes, ampliamente ovalados y planos. La cabeza es bastante grande y cuadrada, las antenas de longitud media. Las patas son cortas y fuertes, las patas delanteras son bastante pequeñas, las patas medias y traseras más grandes. Terminan en una poderosa garra que agarra un "pulgar" en la pata (tibia). A lo largo de los lados de los cuartos traseros tienen verrugas peludas

## Vida y desarrollo

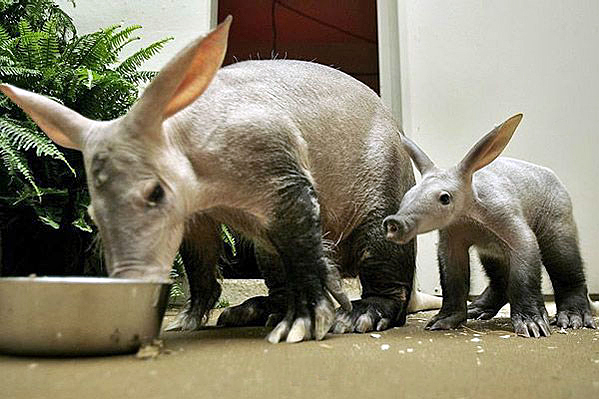
Madre y cría de cerdo hormiguero, especie de mamífero parasitada por especies de Hybophthiridae.

Este piojo vive en la piel del cerdo hormiguero, una especie de mamífero propia de África.

## Distribución
Dado que la especie está asociada con una especie huésped que solo vive en el África subsahariana, este piojo también se encuentra solo en esta área.

## Sistemática
- familia Hybophthiridae Ewing, 1929
  - género Hybophthirus Enderlein, 1909
    - Hybophthirus notophallus (Neumann, 1909)